# Göhrigk

Göhrigk auf einem Messtischblatt von 1919

Göhrigk, niedersorbisch Górki, war ein Dorf in der Niederlausitz, südöstlich von Drebkau. Der Ort war ab dem 1. Januar 1938 ein Ortsteil der Gemeinde Jehserig. 1980 musste der Ort, der in der Nähe des Braunkohletagebaus Welzow-Süd lag, aufgrund von Altbergbauschäden umgesiedelt werden. Heute gehört die Ortsflur von Göhrigk zur Stadt Drebkau. Der Ort wird teilweise auch Göhrick geschrieben.

## Lage
Göhrigk lag in der Niederlausitz zwischen den Städten Drebkau und Spremberg auf einem Höhenzug der Steinitzer Alpen. Umliegende Ortschaften waren Merkur im Norden, Jehserig im Nordosten, Papproth im Südosten, die beiden inzwischen abgebaggerten Dörfer Wolkenberg im Süden und Kausche im Südwesten, Steinitz im Westen sowie Raakow im Nordwesten.
Der Ort lag unmittelbar am südlichen Ufer des Görigker Sees, der nach dem Ort benannt ist, allerdings ohne „h“ geschrieben wird.

## Geschichte
Göhrigk wurde erstmals im Jahr 1527 als Gorgk urkundlich erwähnt. Der aus dem Niedersorbischen stammende Ortsname beschreibt eine Siedlung auf einem kleinen Berg. Lange Zeit war Göhrigk ein niedersorbisch geprägtes Dorf. Allerdings ging der Gebrauch der sorbischen Sprache im 19. Jahrhundert stark zurück, Arnošt Muka zählte für seine Statistik über die sorbische Bevölkerung in der Lausitz für Göhrigk 127 Einwohner, davon waren 60 Sorben (47 %) und 67 Deutsche.
Im Zuge des Wiener Kongresses 1815 kam die gesamte Niederlausitz und somit auch Göhrigk an das Königreich Preußen. Dort lag der Ort im Landkreis Calau im Regierungsbezirk Frankfurt. Später ist eine Zugehörigkeit zum Landkreis Spremberg nachgewiesen. 1844 war eine Ziegelei im Dorf.
Das vormals bestehende Rittergut besaß lange der Uradelsfamilie von Diepow. Der Erwerb ist auf den 11. Januar 1712 datiert. Erster Vertreter der Familie vor Ort wurde Wolf Ehrenreich von Diepow (1651–1718), der hier mit seiner Ehefrau Anna Dorothea von Löben, sie war kurzzeitig die hiesige Gutsherrin, auch seinen festen Wohnsitz nahm. Die Nachfahren dienten militärisch für Sachsen und Polen. Den höchsten Dienstrang erreichte Hans Ehrenreich von Diepow-Drebkau (1708–1771), er wurde Oberst. Zum Gut Göhrigk, teils auch Groß Göhrigk, gehörte auch das Rittergut Steinitz als Nebensitz. Gut Gross-Göhrigk, so die damalige Schreibweise, hatte vor 1880 einen Umfang von 244 ha, Eigentümer der Kreisdeputierte, also der Vertreter der regionalen Ritterschaft und zumeist Stellvertreter des Landrats, von Diepow. Der Gutsbesitzer Holm von Diepow (1831–1925) und seine erste Frau Ida von Plötz (1842–1881) verlegten ihren Hauptwohnsitz kurz nach Steinitz, nachfolgend wieder zurück nach Göhrigk. Der letzte Rittergutsbesitzer wurde der Erbe, Hauptmann a. D. Fritz von Diepow (1872–1959), der mit der Kaufmannstochter Johanna Dicke (1878–1949) verheiratet war und vier Kinder hatte. Dessen Besitz umfasste 308 ha, vor der großen Wirtschaftskrise 1929/1931. Als Pächter agierte die Eintracht Braunkohlewerke- und Brikettfabriken AG Welzow. Für die Landwirtschaft des Gutes zeichnete Inspektor Friedrich verantwortlich. Schreibweise des Ortes: Großgörigk. Familie von Diepow lebte nach der Enteignung zuletzt in Lübben und ging dann nach Regensburg. Die Familie von Diepow ist 1999 im männlichen Stamm ausgestorben.
Am 1. Januar 1938 erfolgte die Eingemeindung von Göhrigk nach Jehserig. Am 25. Juli 1952 wurde Göhrigk dem neu gebildeten Kreis Cottbus-Land im Bezirk Cottbus zugeordnet. Heute gehört die Ortsflur von Göhrigk zur Stadt Drebkau.
Wegen der Grundwasserabsenkung aufgrund des Tagebaus kam es in Göhrigk im Jahr 1980 zu einem Tagesbruch. Daraufhin wurde der Ort zum Schutz der dortigen Einwohner geräumt. Göhrigk wurde später aus Sicherheitsgründen nicht neu besiedelt und schließlich abgerissen.

## Einwohnerentwicklung
| 1875 | 137 | 1890 | 90 | 1910 | 178 | 1925 | 114 | 1933 | 107 |